# Presliophytum incanum
Presliophytum incanum är en brännreveväxtart som först beskrevs av Robert Graham, och fick sitt nu gällande namn av Weigend. Presliophytum incanum ingår i släktet Presliophytum och familjen brännreveväxter. Inga underarter finns listade i Catalogue of Life.